# Hôtel de la Poterne
L’hôtel de la Poterne est un ancien hôtel particulier situé à Lille, dans le département du Nord. Il a depuis le XVe siècle servi à abriter la  Chambre des Comptes de Lille puis le bureau des finances ainsi que la maison du prévôt de Lille. Devenu inutile après la révolution française, le bâtiment très délabré est vendu puis démoli en 1801. 

## Histoire

### Origine

Emplacement de l'hôtel de la Poterne en 1380 :

Vers 1380, le comte de Flandre Louis de Mâle rachète un hôtel particulier dit "Hotel de la Poterne" au chevalier Imbart de la Platière.
Cet hôtel particulier est à l'époque situé à la limite de la ville sur un terrain entre la rue Esquermoise, la porte de Weppes, le mur d'enceinte et le jardin des arbalétriers. Il est également traversé par le canal des Poissonceaux qui sépare les bâtiments de l'hôtel du jardin.
Il doit par ailleurs son nom à une poterne située dans le mur d’enceinte près de la porte de Weppes.

### Le siège des institutions
À la suite de l'acquisition de l'hôtel par le comte de Flandre, le prévôt de Lille s'installe dans l'hôtel et y réside à partir de 1391. Les prisons de la prévôté y sont également établies.
Des travaux effectués en 1384 ainsi qu'en 1413-1415 conduisent à l’installation de la Chambre des Comptes de Lille dans l'hôtel en 1413 jusque là installée dans l'hôtel de la Salle.  
Par ailleurs, à partir de 1430, l'hôtel sert également de siège à la Gouvernance.  

### De 1667 à 1801
En 1667, Louis XIV décide de la suppression de la Chambre des Comptes qui est remplacée par le Bureau des finances. Celui-ci continue d'utiliser l'hôtel comme siège tout au long du XVIIIe siècle mais malgré des travaux limitant la dégradation, le bâtiment est  très délabré avec notamment des murs rongés par l'humidité côté canal.
À la suite de l'avènement de la République, celle-ci ne trouve plus d'utilité à l'édifice qui est vendu comme bien national, les bâtiments sont démolis en 1801 et le terrain loti.

## Description

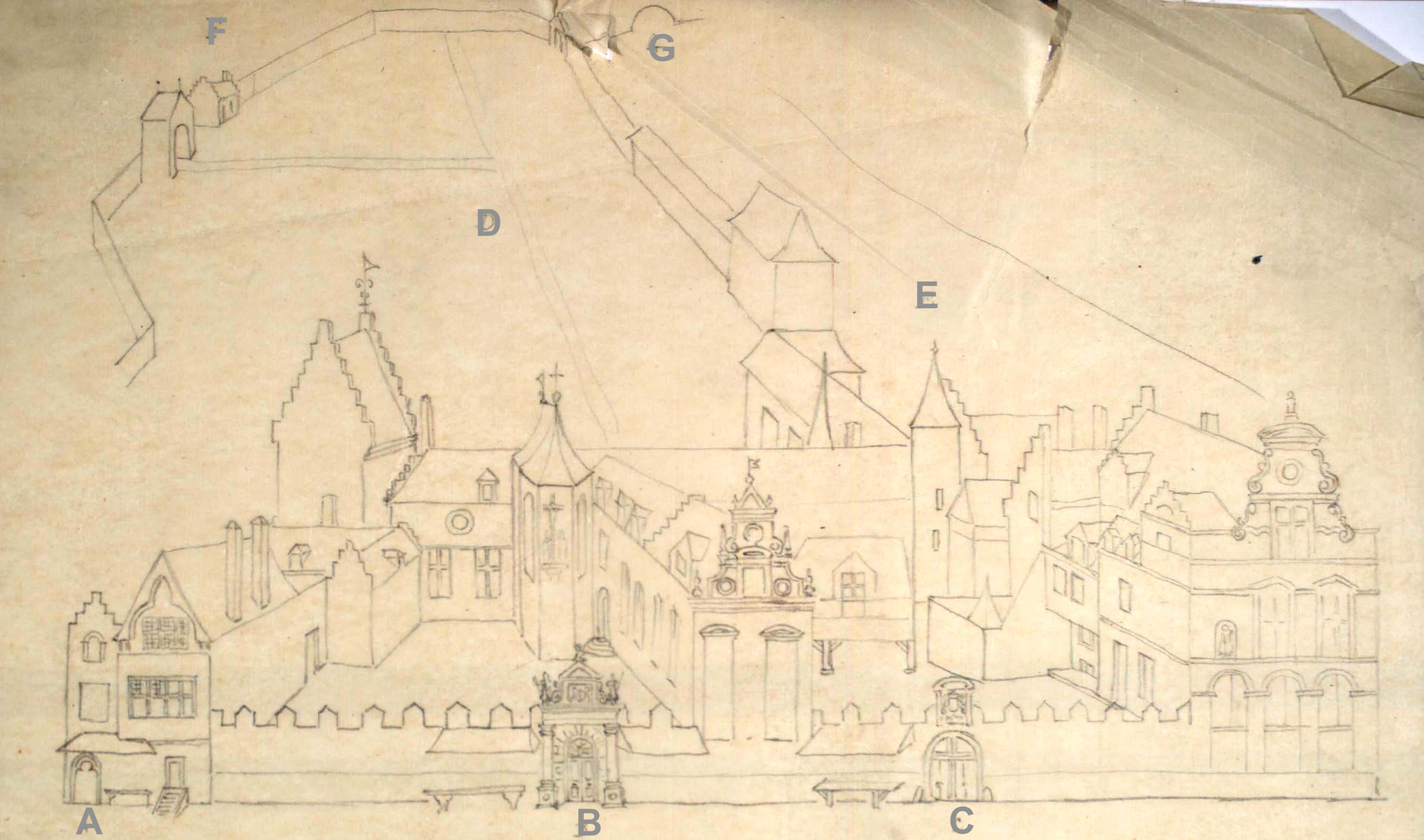
Vue de l'hôtel en 1779 depuis la rue Esquermoise :

L'hôtel se situe sur une parcelle comprise entre la rue Esquermoise au nord, le canal de la Baignerie à l'ouest (actuelle rue Thiers), la place de l'Arbalète et la rue des Poissonceaux au sud et à l'est. Il se divise entre les bâtiments à proprement parler ainsi que le jardin séparés par le canal des Poissonceaux qui traverse le terrain d'est en ouest. À l'origine, la parcelle est située le long du mur d'enceinte à côté de la porte de Weppes puis à la suite du IIIe agrandissement intégrant le faubourg de Weppes (paroisse Saint-Catherine) à la ville, le mur d'enceinte est remplacé par le canal de la Baignerie.
Au XVIIIe siècle, après la prise de Lille par le Saint-Empire et les Provinces-Unies lors du siège de Lille en 1708, ces derniers occupent la ville jusqu'en 1713 et font construire dans le jardin de l'hôtel au niveau de la place de l'Arbalète un temple protestant pour la garnison hollandaise. Au retour de la ville à la France en 1713 à la suite des traités d'Utrecht, le temple est transformé en « marché aux toiles ».

Par ailleurs en 1733, le site des jardins et l'ancien temple protestant de la garnison hollandaise sont remplacés par les bâtiments de l'arsenal.